# Troels Munk (skuespiller)
 Der er flere personer med dette navn, se Troels Munk.
Troels Munk (født 25. juli 1925 i Roskilde, død 29. august 2016) var en dansk skuespiller.
Han var med i filmen Nitten røde roser instrueret af Esben Høilund Carlsen. Han var årsagen til at en anden dansk skuespiller, Troels II Munk, valgte at bruge "II" i sit navn.

## Filmografi

### Film
- 1974 Nitten røde roser
- 1984 Tro, håb og kærlighed
- 1985 Højt på en gren
- 1987 Pelle Erobreren

### Tv
- 1970-1971 Smuglerne